# 大湖 (新竹縣)
大湖，是臺灣新竹縣北埔鄉的一個傳統地域名稱，位於該鄉東部。相較於今日行政區，其範圍大致與大湖村相近。
本地區全境位於峨眉溪右岸支流大湖溪中、上游集水區範圍內。

## 歷史
台灣清治末期至日治初期，大湖地區為一街庄，稱為「大湖庄」，隸屬於竹北一堡。該庄西北及北與水磜仔庄、上公館庄為鄰，東與員崠仔庄為鄰，東南邊為燥樹排庄，南邊為大坪庄，西邊為小份林庄、北埔庄。
1901年（日治明治三十四年）11月，全台廢縣廳改設二十廳，該庄隸屬於新竹廳。1909年（明治四十二年）10月，合併二十廳為十二廳，該庄隸屬不變。1920年（大正九年），廢十二廳改設五州二廳，該庄改制並雅化為「大湖」大字，隸屬於新竹州竹東郡北埔庄，大字下有「上大湖」、「下大湖」、「尾隘子」小字名。
戰後北埔庄改制為北埔鄉，隸屬於新竹縣，大字亦改制為村。1950年桃、竹、苗分治，北埔鄉隸屬不變。

## 交通
鄉道竹39線是北埔市區經下大湖至小分林再回到北埔市區的道路，大致以橫向轉縱向再轉東北—西南走向經過大湖地區，向西轉西北可前往北埔市區東南側，向西南轉西再轉北可前往小分林、北埔市區西南側。
鄉道竹39-1線是下大湖至員子的道路，其西側端點位於本地區中部偏西北的鄉道竹39線路口，由此向東蜿蜒而行可前往竹東員崠子地區的縣道122號路口。